# Der Umfall
Der Umfall ist ein Comic von Mikaël Ross aus dem Jahr 2018. Die Geschichte erschien nach zweijähriger Recherche zum 150-jährigen Jubiläum der Evangelischen Stiftung Neuerkerode. Noels Mutter erleidet einen Schlaganfall und kann sich deswegen nicht mehr um ihren Sohn kümmern. Der Protagonist Noel muss sich deshalb in eine fremde Umgebung einfinden, eine Betreuungseinrichtung für Menschen mit Behinderung in Neuerkerode.

## Handlung
Noel, ein junger Mann mit einer unbekannten geistigen Beeinträchtigung, lebt bei seiner Mutter in Berlin. An einem Abend kurz vor Weihnachten erleidet die Mutter im Badezimmer einen Schlaganfall, der titelgebende „Umfall“, und stürzt schwer. Panisch und nur mit Mühe gelingt es Noel den Notruf abzusetzen. Noels Mutter überlebt den Schlaganfall, liegt anschließend aber im Koma. Weil Noel auf fremde Hilfe angewiesen ist, kommt er zur Betreuung in das kleine Dorf Neuerkerode.
Das inklusive Dorf wurde Ende des 19. Jahrhunderts als Ort für Menschen mit geistigen Behinderungen gegründet. Der Comic begleitet Noels Eingewöhnungsphase voller Unsicherheiten und Entdeckungen. In seinem ersten Jahr in der neuen Umgebung macht der junge Mann viele neue Bekanntschaften. Da ist zum Beispiel der autistische Valentin, der immer einen Holzstab mit sich trägt. Oder Alice, die an Epilepsie leidet und für Noel schwärmt. Mit der Geschichte von Irmas Bruder, er ist Mordopfer der Nationalsozialisten, wird ein Blick in die Vergangenheit der Ortschaft geworfen. Der Leser lernt aber nicht nur Betreute und Betreuer kennen, sondern erfährt auch mehr über das Dorf und das Stiftungsziel eines inklusiven Lebens von Behinderten und Nichtbehinderten Menschen.
Als Noel in sein neues Zuhause kommt, hat er unter anderem auch eine rote Spielzeuggitarre bei sich. Zusammen mit zwei Konzertkarten für ein AC/DC-Konzert im September sollte die Gitarre eine Überraschung seiner Mutter zu Weihnachten sein. Am Tag des Konzertes seiner Lieblingsband bricht er mit dem Zug nach Berlin auf. Begleitet wird er dabei von Alice und einem kleinen weißen Hund namens „Ponsgott“.

## Figuren
- Noel Stock ist ein junger Mann mit unbekannter Behinderung. Er ist Fan lauter Musik, seine Lieblingsband ist AC/DC. Der kleine und dickliche Noel ist ein selbsternannter Musketier. Die Figur ist eine Kombination verschiedener Bewohner und Geschichten aus Neuerkerode.[1]
- Noels Mutter wohnt anfangs mit ihrem Sohn in Berlin und kümmert sich um ihn. Er nennt sie liebevoll „Mumsie“. Seit ihrem Schlaganfall liegt sie im Koma.
- Alice leidet an Epilepsie, ist super in Judo und schwärmt überschwänglich für Noel. Dieser ist häufig etwas überwältigt von ihrem Eifer.
- Valentin ist Autist und trägt immer einen Holzstab bei sich, den er „Tüdel“ nennt. Er ist dünn und drahtig.
- Robert ist der Betreuer von Noel und Valentin.

## Entstehung und Stil
Der Comic entstand als Auftragsarbeit zum 150-jährigen Jubiläum der Evangelischen Stiftung Neuerkerode. Ross begab sich ohne viel Vorwissen nach Neuerkerode. Für die über zwei Jahre andauernde Recherche hatte der Autor ein eigenes Apartment in dem inklusiven Dorf gemietet, das er regelmäßig für drei oder vier Tage bezog. Die Arbeit wurde darüber hinaus durch ein Stipendium der Kulturverwaltung des Berliner Senates gefördert. Die Förderung in Höhe von 16.000 EUR stellt das erste öffentliche Comic-Stipendium in Deutschland dar. Bei den Figuren von Der Umfall handelt es sich um fiktive Charaktere, dennoch sind viele der Geschichten aus der Recherche in den Comic eingeflossen. Zu Beginn seiner Arbeit fühlte sich der Comickünstler überfordert und ratlos bezüglich der Darstellung der Figuren.
Die Geschichte wird überwiegend in einfachen Panelreihen erzählt, häufig mit sechs Panels gleicher Größe pro Seite. Gelegentlich kommen zum Teil ganzseitige Stimmungsbilder zum Einsatz. Die lebendigen Zeichnungen sind mit schwarzem Strich und farbigen, mit Buntstift schraffierten Flächen umgesetzt. Die Darstellung der Figuren zeichnet sich durch eine Mischung aus Hommage und Karikatur aus. Ziel des Comickünstlers war eine gleichberechtigte Darstellung von Menschen mit und ohne Beeinträchtigung.

## Veröffentlichungen
Die Geschichte erschien 2018 beim avant-verlag in einer großformatigen Hardcoverausgabe (128 Seiten, vierfarbig, ISBN 978-3-945034-94-1). Es gibt Übersetzungen ins Englische, Französische, Italienische, Niederländische, Portugiesische und Schwedische.

## Kritiken und Auszeichnungen
Timur Vermes lobt in Der Spiegel das Werk als „ein Meisterstück aus dem Nichts […] und verwandelt einfallsreich sämtliche Handicaps in Vorteile“. Man werde von dem eigenwilligen Kosmos mit seinen eigenen Worten, Bildern und Gesetzen verzaubert. In der FAZ bezeichnet Andreas Platthaus die Auftragsarbeit als „wunderschönes Geschenk“. Man merke dem Künstler den Spaß an, den dieser hatte, „die Wahrnehmung von Noel in Bilder zu übertragen“. Manuela Kalbermatten betont in die Neue Zürcher Zeitung die Direktheit und Empathie, mit der die Figuren liebevoll und ungeschminkt porträtiert werden.
Der Umfall wurde 2019 mit dem Rudolph-Dirks-Award in den Kategorien „Gesellschaftsdrama / Slice of Life“ und „Deutschland – Zeichnungen“ ausgezeichnet. Im Jahr 2020 erhielt die Geschichte zum Auftakt des digitalen Comic-Salons Erlangen den Max-und-Moritz-Preis als „Bester deutschsprachiger Comic“. Die zehnköpfige Jury der Comixene nahm den Comic 2024 in ihre Liste der „111 besten Graphic Novels“ auf.